# Sushmita Banerjee
Sushmita Banerjee, también conocida como Sushmita Bandhopadhyay y Sayeda Kamala (1963/1964 - 4/5 de septiembre de 2013), fue una escritora y activista de la India. Sus trabajos incluyen el libro de memorias Kabuliwalar Bangali Bou (en bengalí: esposa de un Kabuliwala; 1997) sobre la base de su experiencia de casarse con un afgano y su tiempo en Afganistán durante el régimen talibán. La historia se utilizó como base para el escape de la película de Bollywood de los talibanes. 
A la edad de 49 años, fue asesinada por presuntos militantes del Talibán durante la noche del 4 de septiembre o en las primeras horas de la mañana del 5 de septiembre de 2013, frente a su casa en la provincia de Paktika, Afganistán.